# الشلاق
الشلاق إحدى قرى مركز الشيخ زويد التابع لمحافظة شمال سيناء بجمهورية مصر العربية.